# Feaella mirabilis
Espèce
Feaella mirabilis est une espèce de pseudoscorpions de la famille des Feaellidae.

## Distribution
Cette espèce se rencontre en Guinée-Bissau, en Côte d'Ivoire et au Congo-Brazzaville.

## Description
L'holotype mesure 1,90 mm.

## Publication originale
- Ellingsen, 1906 : Report on the pseudoscorpions of the Guinea Coast (Africa) collected by Leonardo Fea. Annali del Museo Civico di Storia Naturale di Genova, sér. 3, vol. 2, p. 243-265 (texte intégral).